# 帕查區 (豪哈省)
帕查區（西班牙語：Distrito de Paccha），是秘魯的一個區，位於該國中部胡寧大區的豪哈省，始建於1920年6月15日，面積90.86平方公里，海拔高度3,741米，2005年人口2,413，人口密度每平方公里27人。